# Enrique Vilar Tormo
Enrique Vilar Tormo   (Lleó, 15 de desembre de 1901 - Lleida, 11 de juny de 1957) fou un futbolista espanyol de la dècada de 1920.
La seva trajectòria transcorregué a Catalunya. Va ser jugador de l'Avenç de l'Esport entre 1920 i 1922, passant al FC Martinenc, on jugà durant quatre temporades. El 1926 fitxà pel RCD Espanyol on jugà tres temporades més. El 24 de febrer de 1924 disputà amb la selecció de Catalunya un partit d'homenatge a Bau enfront l'Avenç.

## Palmarès
- Campionat de Catalunya de futbol:
  - 1928-29

- Copa espanyola:
  - 1928-29